# 클라와시 그룹
클라와시 그룹(Klawasi Group)은 미국 알래스카주에 위치한 대형 이화산들의 화산군이다. 이 진흙 화산은 현재까지도 활발한 활동을 보이고 있으며, 어퍼 클라와시(Upper Klawasi), 로워 클라와시(Lower Klawasi), 그리고 시럽으로 나뉘는데, 세 분화구 모두 활동이 활발하여, 따뜻한 진흙과 물, 그리고 이산화탄소 가스를 분출하고 있다. 시럽(Shrub) 분화구에서는 종종 나무가 쓰러지기도 하며, 가장자리에서는 언제나 진흙이 끓고 있다. 진흙의 온도는 평균 25도 이상이다. 성층화산인 드럼 산 근처에 위치하고 있다. 시럽 분화구는 1997년 대분출로 무려 500,000m3의 진흙이 뿜어져 나왔으며, 이는 루시의 하루 분출량보다 많은 양이다.
대부분 시럽에서 활동이 벌어졌으며, 시럽은 현재도 활발하게 활동중이다.

## 주요 분출 기록
- 1997년 대분출로 500,000m3의 진흙이 분출되었으며, 당시 진흙이 분화구로부터 약 5~8m 솟았다고 한다.
- 1998년부터 1999년까지 소규모의 분출 활동을 하였다.